# Baticle (mitologia)

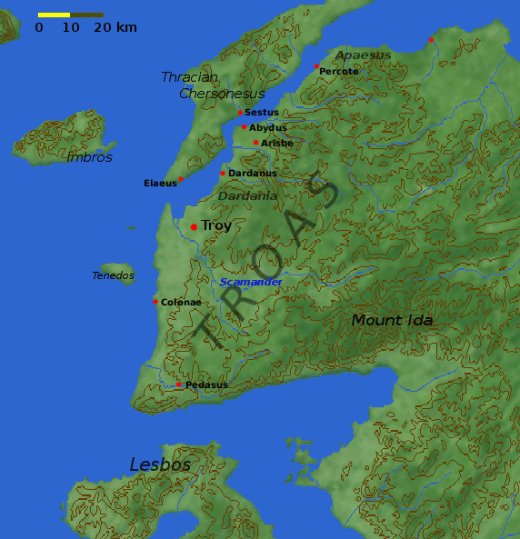
Mappa della Troade

Nella mitologia greca,  Baticle (in greco antico: Βαθυκλῆς?, Bathykles) era il nome di un prode guerriero acheo, il quale decise di partecipare alla guerra di Troia, conflitto scoppiato a causa del rapimento della regina di Sparta Elena da parte del suo amante troiano Paride, figlio di Priamo. Per vendicare questo oltraggio, Menelao, legittimo sovrano di Sparta e marito tradito, chiamò in causa tutti i sovrani più potenti della Grecia, compreso il fratello Agamennone, e dichiarò guerra alla città di Troia.
Gli avvenimenti più importanti di questo conflitto sono raccontati da Omero nell'Iliade.

## Il mito

### Origini
L'unico poema da cui possiamo trarre le vicende legate alle origini di questa figura è esclusivamente l'Iliade di Omero.
Figlio di un anziano mirmidone, chiamato Calcone, Baticle aveva abitato l'Ellade, la piccola regione della Tessaglia che apparteneva al regno di Achille e di suo padre Peleo. Era dunque un Mirmidone, ossia un illustre abitante di quella regione.
Qui viveva pacificamente tra gloria e ricchezza, tale da suscitare l'invidia di numerosi Mirmidoni, suoi compatrioti.

### La morte in guerra
Baticle prese parte alla guerra di Troia, agli ordini diretti del suo capitano, l'eroe Achille; insieme alle truppe dei Mirmidoni, eseguì numerose imprese agli ordini dei suoi superiori.
Il guerriero accompagnò i suoi compatrioti in tante imprese belliche, ed egli stesso venne ingaggiato da Achille per accompagnare il suo amico Patroclo in battaglia, allorché quest'ultimo volle indossare l'armatura e combattere alla maniera dell'eroe greco.
Nel corso della battaglia che ne seguì, Patroclo giunse all'uccidere persino Sarpedonte, fortissimo figlio di Zeus e capo dei Lici, alleati dei Troiani. Addolorato e sdegnato per la morte del suo amico, Glauco, cugino di Sarpedone volle vendicarlo e scagliò la sua lancia nel folto dei nemici achei. La sua lancia non volò vana, ma colpì proprio l'eroe Baticle, trafiggendolo in pieno petto e spegnendone l'ardore.
(Omero, Iliade, libro XVI, versi 597-662. Traduzione di Rosa Calzecchi Onesti)
La morte di Baticle provocò molto sconforto nei cuori degli Achei, di fronte alla perdita di un uomo tanto caro. Merione, volendo vendicarne la morte, trafisse a sua volta il prode Laògono, cogliendolo tra la mascella e l'orecchio, cosicché la sua anima defunta scese nell'Ade.

### Fonti
- Omero, Iliade, libro XVI, versi 593-602.

### Traduzione delle fonti
- Rosa Calzecchi Onesti, Omero. Iliade, seconda edizione, Torino, Einaudi, 1990, ISBN 978-88-06-17694-5. Traduzione di Rosa Calzecchi Onesti.